# Neue Flora

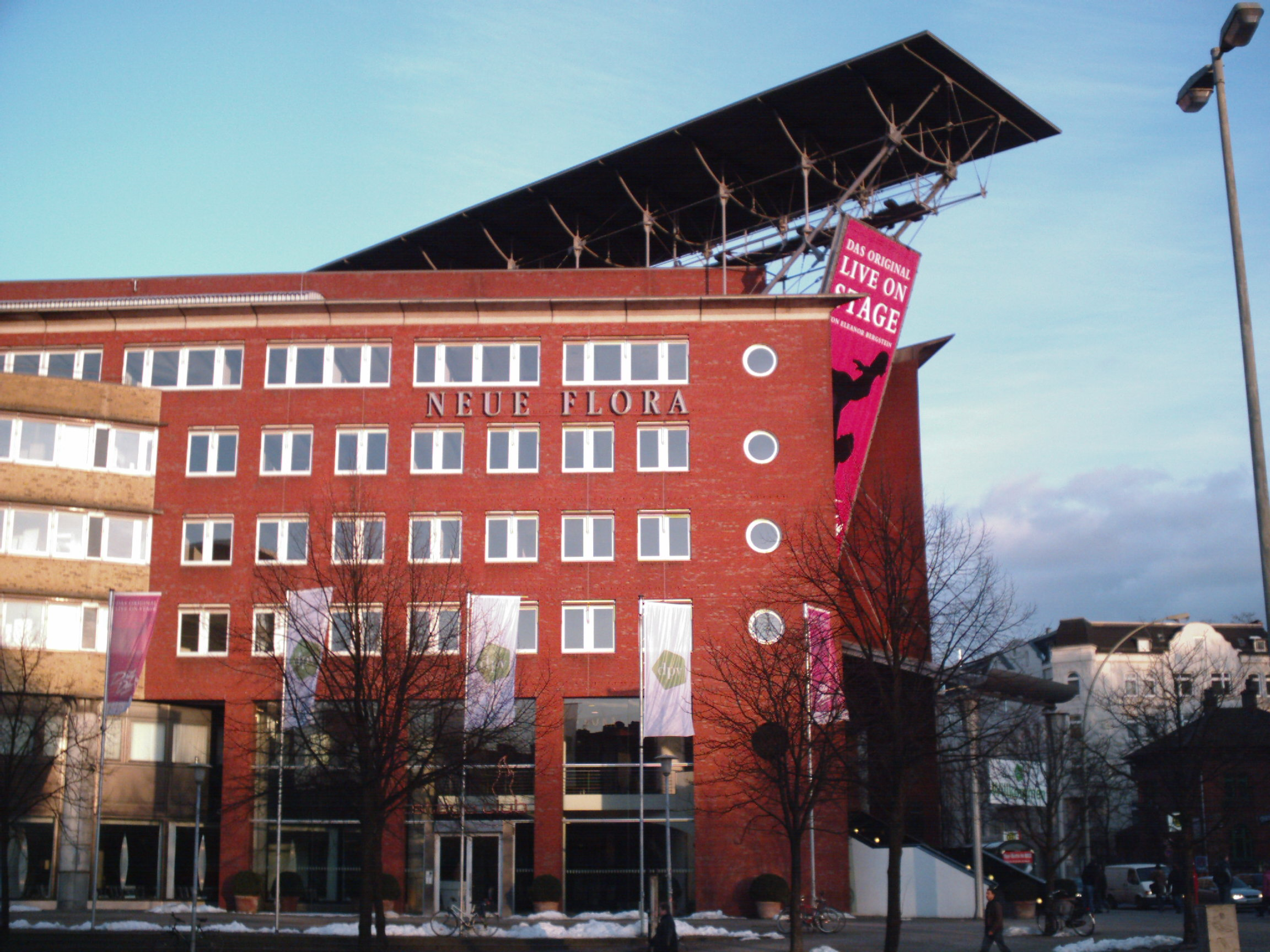
Die Neue Flora in Hamburg

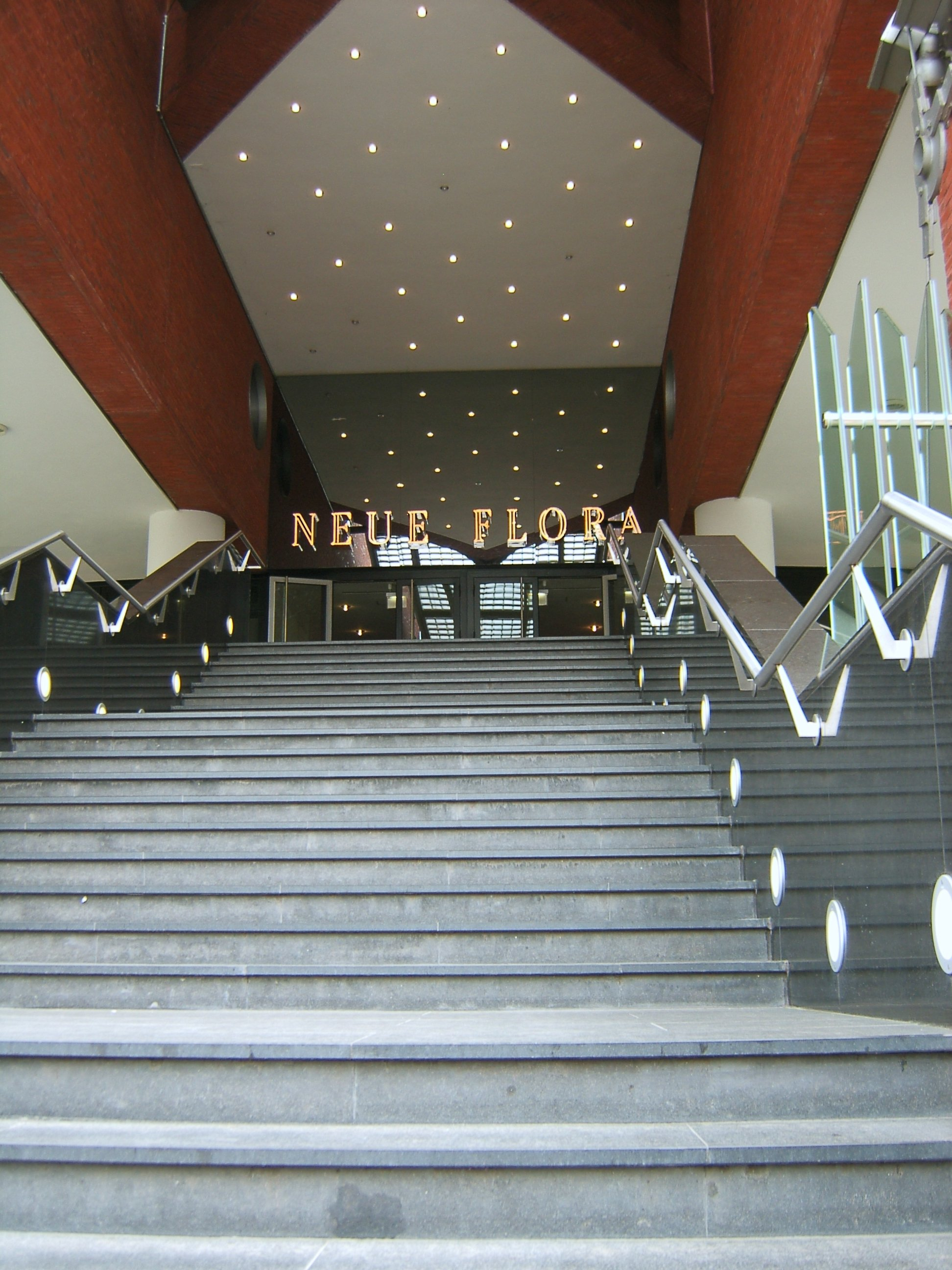
Eingang

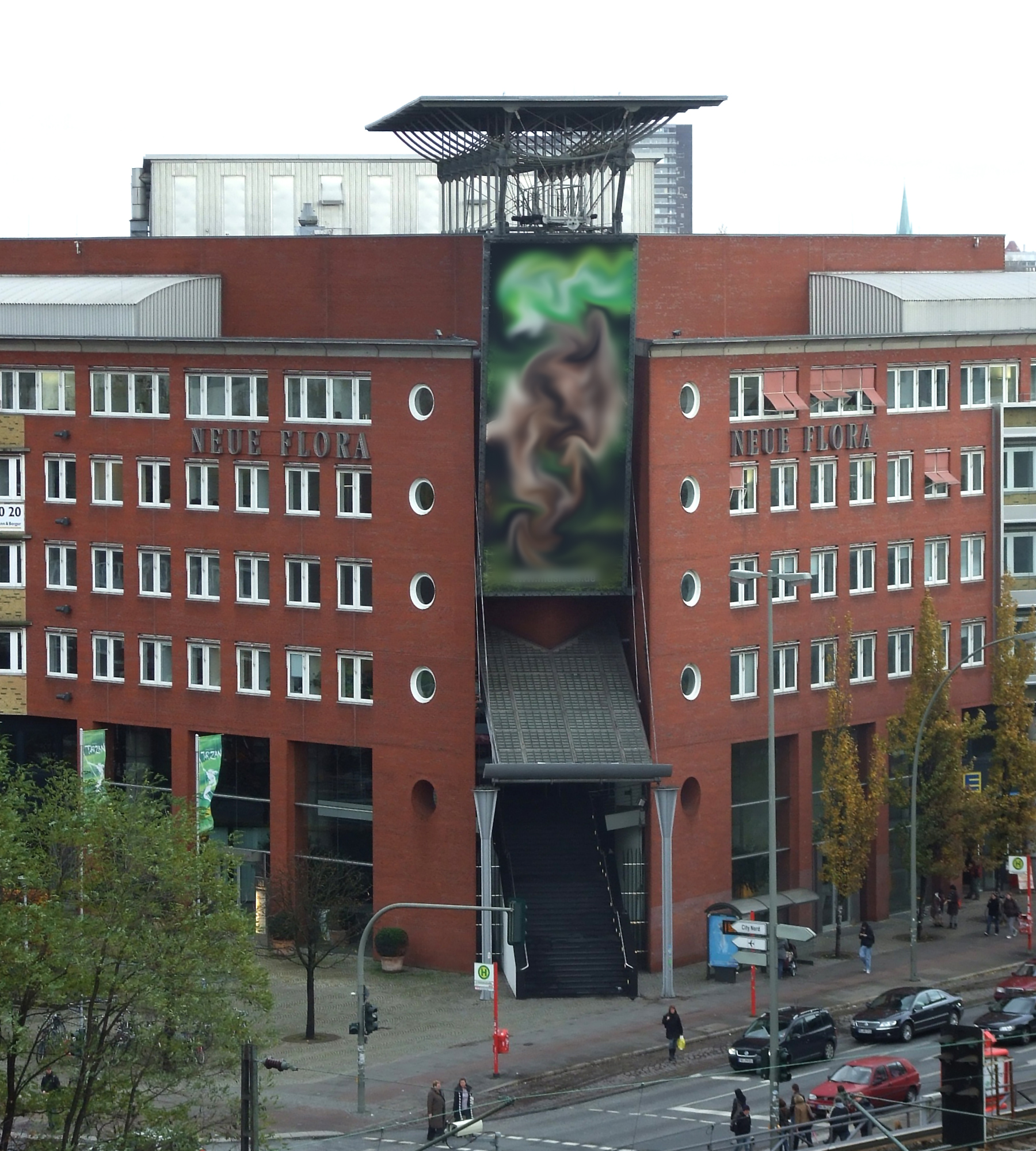
2010 mit dem Musical Tarzan

Die Neue Flora (Stage Theater Neue Flora) in Hamburg-Altona-Nord, 1988 bis 1990 nach Plänen der Architekten Uwe Köhnholdt und Konstantin Kleffel errichtet, ist mit 1965 Plätzen (1415 im Parkett, 550 im Rang) eines der größten Theater in Deutschland. Der Zuschauerraum hat eine Fläche von 1530  m², die Bühne eine solche von 240 m². Das Bühnenportal ist 14 Meter breit und 8,5 Meter hoch.

## Kontroverse um den Bau
Nachdem seit April 1986 in dem von der Stadt zur Verfügung gestellten Operettenhaus an der Reeperbahn mit großem Erfolg das Musical Cats von Andrew Lloyd Webber gespielt wurde, kam die Stadt mit den Produzenten überein, ihnen zusätzlich für Das Phantom der Oper das marode Floratheater im Schanzenviertel am Schulterblatt 71 zu überlassen, das seit Jahrzehnten nur noch als Warenhaus genutzt wurde. Dagegen formierte sich militanter Widerstand. Schließlich besetzten im Jahr 1989 Autonome das Gebäude und nannten es Rote Flora.
Zuvor war bereits am 13. September 1988 verlautbart worden, dass man den Standort Ecke Stresemann-/Alsenstraße in Altona-Nord für besser geeignet halte wegen der gegenüberliegenden S-Bahn-Station Holstenstraße und der dortigen „Gleichgültigkeit gegenüber dem Bauvorhaben“. Tatsächlich war der Bau auch hier umstritten: Anwohner klagten erfolglos durch zwei Instanzen gegen die Baugenehmigung und die Bezirksversammlung Altona forderte Maßnahmen zum Schutz der angrenzenden Wohnquartiere vor dem zusätzlichen Verkehr. Regelmäßig fanden „Wochenendspaziergänge“ rund um das festungsartig gesicherte Baugelände statt. Bei der Premiere am 29. Juni 1990 standen  mehr als 3500 Polizisten zum Schutz der Gäste vor 1000 teilweise gewalttätigen Demonstranten bereit. Autos der vorfahrenden Theaterbesucher wurden demoliert und beschmiert, und wer zu Fuß kam, wurde mit Farbe, faulem Obst und Eiern beworfen oder in anderer Weise tätlich angegriffen. Zur Premierenfeier lud die Stella AG an einen geheim gehaltenen Ort, die Altonaer Fischauktionshalle.
Nach der Insolvenz der Stella AG 2002 übernahm die Stage Entertainment (ehemals Stage Holding) das Unternehmen und veranlasste umfangreiche Umbauten in allen Bereichen.

## Aufführungen
In der „Neuen Flora“ wurde das Musical Das Phantom der Oper mit Peter Hofmann und Anna Maria Kaufmann in den Hauptrollen am 29. Juni 1990 (Preview am 19. Juni 1990) erstmals in Hamburg aufgeführt. Es folgten bis zum 30. Juni 2001 mehr als 4400 Aufführungen mit insgesamt 6,8 Millionen Zuschauern. 
Vom 21. September 2001 bis 30. Juni 2002 gastierte das Musical Mozart! (von Michael Kunze und Sylvester Levay) mit Yngve Gasoy Romdal in der Titelrolle in der „Neuen Flora“ (320 Aufführungen).
Das Musical Tarzan wurde von Oktober 2008 bis 2013 in Hamburg mehr als 2000 Mal aufgeführt. Von November 2013 bis September 2015 wurde das Musical Das Phantom der Oper nochmals in Hamburg aufgeführt. Von September 2022 bis Januar 2024 lief das ABBA-Musical Mamma Mia!. Am 24. März 2024 feierte das Disney-Musical Hercules seine Weltpremiere in der „Neuen Flora“.
| Produktion                | Beginn             | Ende               | Genre           | Veranstalter         | Anmerkungen         |
| ------------------------- | ------------------ | ------------------ | --------------- | -------------------- | ------------------- |
| Das Phantom der Oper      | 29. Juni 1990      | 30. Juni 2001      | Musical         | Stella Entertainment | Deutschlandpremiere |
| Mozart!                   | 21. September 2001 | 30. Juni 2002      | Musical         | Stella Entertainment | Deutschlandpremiere |
| Titanic – Das Musical     | 7. Dezember 2002   | 5. Oktober 2003    | Musical         | Stage Entertainment  | Deutschlandpremiere |
| Tanz der Vampire          | 7. Dezember 2003   | 22. Januar 2006    | Musical         | Stage Entertainment  |                     |
| Dirty Dancing             | 16. März 2006      | 29. Juni 2008      | Show            | Stage Entertainment  | Europapremiere      |
| Tarzan                    | 19. Oktober 2008   | 2. Oktober 2013    | Musical         | Stage Entertainment  | Deutschlandpremiere |
| Das Phantom der Oper      | 28. November 2013  | 30. September 2015 | Musical         | Stage Entertainment  | Wiederaufnahme      |
| Disneys Aladdin           | 6. Dezember 2015   | 3. Februar 2019    | Musical         | Stage Entertainment  | Europapremiere      |
| Cirque Du Soleil Paramour | 14. April 2019     | 12. März 2020      | Musical         | Stage Entertainment  |                     |
| Wicked – Das Musical      | 5. September 2021  | 14. August 2022    | Musical         | Stage Entertainment  | Neuinszenierung     |
| Mamma Mia!                | 11. September 2022 | 21. Januar 2024    | Jukebox-Musical | Stage Entertainment  | Wiederaufnahme      |
| Hercules                  | 24. März 2024      |                    | Musical         | Stage Entertainment  | Uraufführung        |
| Tarzan                    | November 2025      |                    | Musical         |                      | Neuinszenierung     |